# 모모다니역

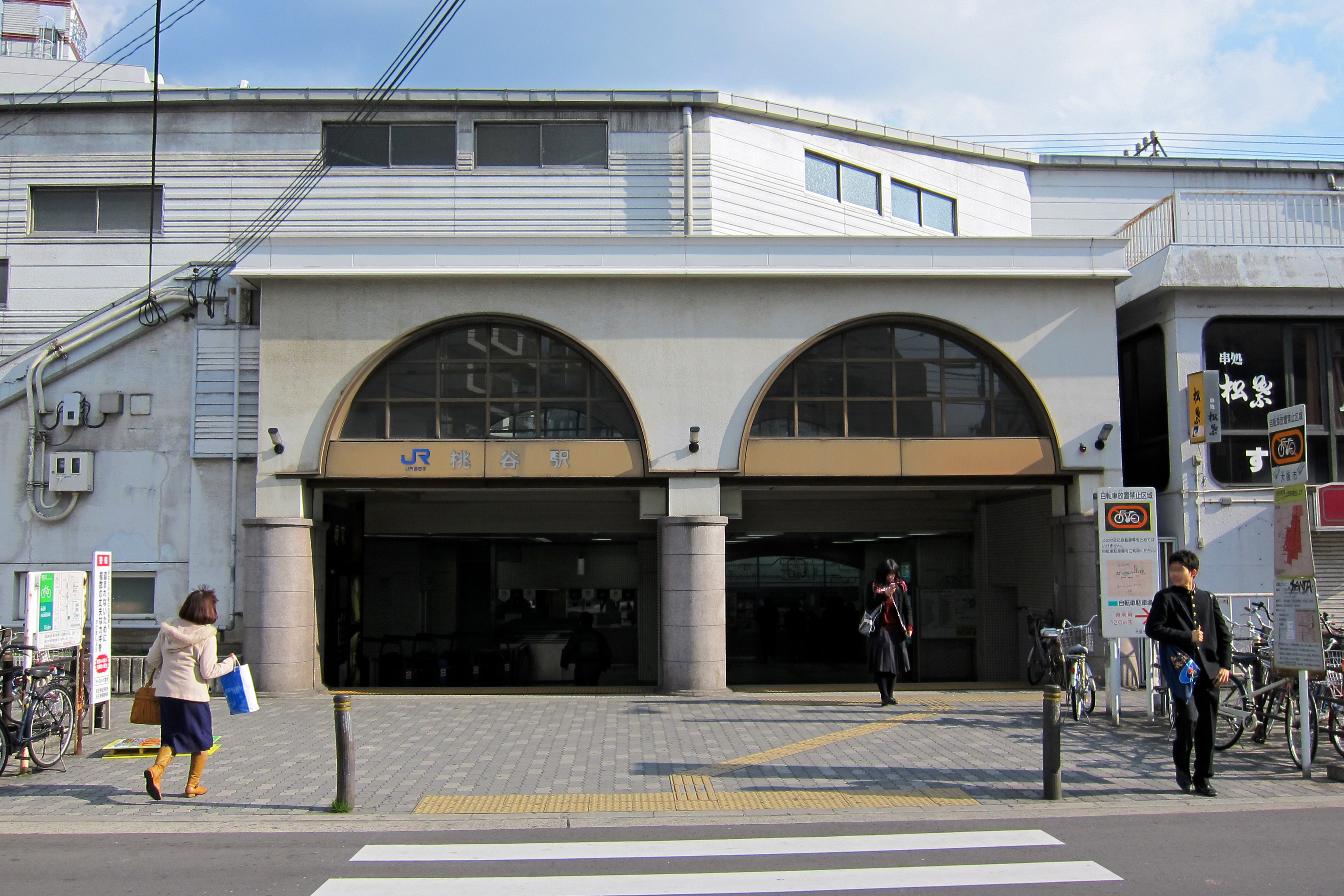
모모다니 역

모모다니역(일본어: 桃谷駅, ももだにえき 모모다니에키[*])은 일본 오사카부 오사카시에 위치한 서일본 여객철도의 역이다.

## 역 구조
상대식 승강장으로 2면 2선의 고가역이다. 개찰구는 덴노지 가까이에 1개소만 있다.
어번 네트워크의 일부로 서일본 여객철도 지정 특정도구시내 제도에 의한 '오사카 시내'에 속해 있다. 이코카 및 제휴 IC 카드의 사용이 가능하다

### 승강장
| 1 | ■ 오사카 순환선 (내선) | 쓰루하시・교바시 방면   |
| 2 | ■ 오사카 순환선 (외선) | 덴노지・신이마미야 방면 |

## 역사
- 1895년 5월 28일: 오사카 철도의 모모야마 역으로서 개업.
- 1900년 6월 6일: 회사 합병에 의해 간사이 철도의 역이 되었다.
- 1905년 3월 1일: 모모다니 역으로 개칭.
- 1907년 10월 1일: 간사이 철도의 국유화로 일본국유철도 소속이 되었다.
- 1909년 10월 12일: 노선 명칭 제정에 따라 조토 선의 일부가 되었다.
- 1961년 4월 25일: 오사카 순환선에 배속되었다.
- 1987년 4월 1일: 민영화에 의해 서일본 여객철도의 소속이 되었다.
- 2003년 11월 1일: 이코카의 사용이 개시되었다.
- 2007년 4월 29일: 시각 장애인 부부가 모모다니 역 승강장에서 추락, 전차에 치여 중상을 입는 사고가 발생하였다.

## 인접정차역
| 서일본 여객철도 오사카 순환선 | 서일본 여객철도 오사카 순환선 | 서일본 여객철도 오사카 순환선 |
| ----------------------------- | ----------------------------- | ----------------------------- |
| 데라다초 외선 순환            | ■ 오사카 순환선               | 쓰루하시 내선 순환            |